# Herbert Blumer
Pour les articles homonymes, voir Blumer.
Herbert Blumer (7 mars 1900 à Saint-Louis, Missouri-13 avril 1987), sociologue américain. Élève de George Herbert Mead, il est formé à la psychologie sociale. S'orientant vers la sociologie, il jouera un rôle important au sein de la seconde génération de l'École de Chicago.

## L'interactionnisme symbolique
Blumer crée le terme d'interactionnisme symbolique, qui sera utilisé pour décrire la démarche des sociologues héritiers de l'École de Chicago, dont beaucoup ont été ses élèves (notamment Howard Becker et Erving Goffman).
Blumer est un héritier de G. H. Mead, dont il retient l'idée que les individus agissent en fonction des significations qu'ils construisent. Ces significations sont changeantes avec le temps. Elles se constituent, d'autre part, dans le processus d'interaction avec d'autres acteurs sociaux. Comme Blumer l'écrit  : 
1. « Les humains agissent à l’égard des choses en fonction du sens que les choses ont pour eux.
2. Ce sens est dérivé ou provient des interactions de chacun avec autrui.
3. C’est dans un processus d’interprétation mis en œuvre par chacun dans le traitement des objets rencontrés que ce sens est manipulé et modifié [1].»

Par le terme d'interactionnisme symbolique, Blumer veut ainsi affirmer la primauté de la construction du sens au sein des interactions sociales. Face à la tradition behavioriste, alors dominante, Blumer pense que les acteurs construisent leurs actions en fonction des interprétations qu'ils font des situations où ils sont insérés.
Les individus ne subissent donc pas passivement les facteurs macrosociologiques. L'organisation de la société ne fait que structurer les situations sociales. Mais c'est à partir de leurs interprétations de ces situations que les acteurs agissent.

## Carrière professionnelle
En 1952, Blumer devient le directeur du nouveau département de sociologie à l'Université de Californie, Berkeley. Il a été secrétaire de l'American Sociological Association. En 1956, il devient son 46e président. En 1983, l'Association lui a remis sa récompense en l'honneur d'une contribution exceptionnelle à la sociologie (Career of Distinguished Scholarship Award).

## Publications
- (en) An appraisal of Thomas and Znaniecki's Polish peasant in Europe and America, New York, Social science research council, coll. « Critiques of research in the social sciences », 1939.

## bibliographie (en construction)
- "Public opinion and public opinion polling" http://www.uvm.edu/~dguber/POLS234/articles/blumer.pdf

## Voir également